# 山下光 (心理学者)
山下 光（やました ひかり）は、日本の心理学者（実験心理学・臨床心理学）。学位は博士（感覚矯正学）（川崎医療福祉大学）。愛媛大学教育学部教授。
大阪教育大学教育学部助教授、愛媛大学教育学部助教授、愛媛大学教育学部准教授などを歴任した。

## 来歴

### 生い立ち
関西学院が設置・運営する関西学院大学の大学院に進学し、文学修士の学位を取得した。また、後年に「Rey複雑図形の再生を規定する要因についての実験心理学的検討」と題した博士論文を執筆しており、川崎学園が設置・運営する川崎医療福祉大学より2006年（平成18年）9月26日に博士（感覚矯正学）の学位を授与されている。

### 心理学者として
1998年（平成10年）4月、国が設置・運営する大阪教育大学に採用され、教育学部の助教授に就任した。なお、大阪教育大学は2004年（平成16年）に国から同名の国立大学法人に移管されたが、以降もそのまま引き続き勤務し、2005年（平成17年）3月に退任した。
2005年（平成17年）4月、同名の国立大学法人により設置・運営される愛媛大学に転じ、教育学部の助教授に就任した。なお、2007年（平成19年）3月まで教育学部の助教授を務めていたが、同年4月より教育学部の准教授となった。同年9月までは教育学部で准教授を務めていたが、同年10月には教育学部の教授に昇任した。教育学部においては、主として特別支援教育を講じた。

## 研究
専門は心理学であり、実験心理学や臨床心理学といった分野を研究していた。具体的には、実験神経心理学や臨床神経心理学などの研究に従事した。研究成果は論文として発表するだけでなく、学術書や専門書も上梓している

## 略歴
- 1998年 - 大阪教育大学教育学部助教授[3]。
- 2005年 - 愛媛大学教育学部助教授[3]。
- 2007年 - 愛媛大学教育学部准教授[3]。
- 2007年 - 愛媛大学教育学部教授[3]。

## 著作

### 共著
- 武田克彦・山下光編著『神経心理検査ベーシック』中外医学社、2019年。ISBN 978-4-498-22912-9

### 寄稿、分担執筆、等
- 日野原重明・宮岡等監修、飯田順三ほか編集委員『知能の衰え』シナジー、2013年。ISBN 978-4-916166-26-5
- 守屋國光編『特別支援教育総論』風間書房、2015年。ISBN 978-4-7599-2049-9
- 片山順一編『神経・生理心理学』北大路書房、2019年。ISBN 978-4-7628-3068-6